# Ервин V фон Глайхен-Рембда
Ервин V фон Глайхен-Рембда (на немски: Erwin V von Gleichen-Rembda; † 12 февруари 1497) е граф на Глайхен-Бланкенхайн-Рембда-Алтернберга.

## Произход
Той е син на граф Ернст IX фон Глайхен-Бланкенхайн († 1461) и съпругата му Елизабет Витцтум фон Аполда († сл. 1492), дъщеря на Апел II Витцтум фон Аполда и Клара фон Бернвалде. Брат е на Ернст X/XI († 1492), граф на Глайхен-Рембда.
Ервин V фон Глайхен-Рембда умира на 12 февруари 1497 г. и е погребан в църквата Св. Петер, Ерфурт.

## Фамилия
Ервин V се жени 1461 г. за Агнес фон Регенщайн († 1490), дъщеря на граф Улрих IX фон Регенщайн-Бланкенбург († 1524) и графиня Анна фон Хонщайн-Фирраден († 1539). Те имат една дъщеря:
- Катарина фон Глайхен-Рембда (* ок. 1488; † сл. 1509), омъжена на 5 февруари 1488 г. за Хайнрих XIII Ройс фон Плауен-фон Кранихфелд, фогт фон Ройс фон Плауен († 1529/1539)

## Галерия
- Замък Глайхен
- Замък Бланкенхайн